# Sponville
Sponville é uma comuna francesa na região administrativa de Grande Leste, no departamento de Meurthe-et-Moselle. Estende-se por uma área de 7,2 km². Em 2010 a comuna tinha 121 habitantes (densidade: 16,8 hab./km²).